# Jormungand
Jormungand (zwany również: Midgardsorm, Midhgardhsormr, Midgårdsormen) – w mitologii nordyckiej gigantyczny wąż opasujący Midgard, jedno z trzech dzieci boga Lokiego oraz gigantki o imieniu Angerboda z lasu Yrnvid.
Loki miał trójkę nieślubnych dzieci z gigantką Angerbodą. Odyn miał wizję, że staną się one „największymi nieprzyjaciółmi bogów”. Bogowie Tyr i Thor wyruszyli do Jutunheimu, aby sprowadzić je do Asgardu. Najstarszy Jormungand był wężem i potrafił pluć czarnym palącym jadem. Odyn wypuścił go do oceanu otaczającego Midgard. Wąż rósł w otchłaniach, aż w końcu przyjął takie rozmiary, iż otaczał cały świat i mógł ugryźć własny ogon.
Podczas wyprawy Thora do krainy olbrzymów, w której towarzyszyli mu Loki i Thialfi, dotarli do Utgardu. Król Utgardaloki zaproponował im zawody, w których mogli pokazać, jak są wyjątkowi i w czym przewyższają innych. Thor popisywał się swoją umiejętnością picia. Król zaproponował mu zawody w podnoszeniu kota. Miał podnieść należącą do króla kotkę, ale udało mu się oderwać od ziemi tylko jedna łapę. Jak się później okazało, podnosił Jormunganda, którego nie da się oderwać od ziemi. Gdy oderwał łapę kotki, rozległ się odgłos poruszającej ziemi.
Znana była przygoda, w której Thor wybrał się wraz z olbrzymem Hymirem na ryby. Zamiast normalnej przynęty nabił na hak łeb wołu. Po jakimś czasie potężne szarpnięcie niemal wyrwało Thorowi wędkę z rąk, lecz ten się nie poddał. W końcu wyłowił wściekłego Jormunganda, który dał się złapać na przynętę. Hymir, przerażony rozmiarami potwora, sztyletem przeciął żyłkę i pozwolił Jormungandowi uciec.
W dniu zmierzchu bogów wyłoni się z oceanu i zacznie wypluwać z siebie jad, truciznę, która pokryje ziemię i niebo. Wówczas jego odwieczny wróg Thor przybędzie, aby z nim walczyć. Na równinie Vigrid bóg pokona węża, ale zanim zada ostateczny cios, zostanie otruty jego jadem.